# Луцьке ВПУ будівництва та архітектури
Луцький професійний коледж будівництва та архітектури — професійно-технічний навчальний заклад I рівня акредитації.

## Історія
Професійно-технічна освіта на Волині бере свій початок від 1951 року. Згідно з рішенням Ради Міністрів СРСР від 29 червня 1951 року і наказом Міністерства сільського господарства УРСР № 863 від 26 липня 1951 року в місті Луцьку було відкрито школу механізації. 1 жовтня цього ж року перший дзвінок покликав на навчання в приміщенні колишньої польської радіостанції (сьогодні це старий корпус) 150 майбутніх механізаторів. Всього 10 кімнат було обладнано під навчальні кабінети. Колектив педагогів очолив перший директор Алєксєєв Григорій Миколайович. Через 6 місяців у березні 1952 року відбувся перший випуск.
В 1953 році школа механізації була реорганізована в Луцьке училище механізації сільського господарства № 7, а з вересня 1957 року в № 11. Змінюється не тільки назва закладу, розширюється матеріальна база, училище поповнюється висококваліфікованими кадрами. Згодом училище змінює і свій профіль. Тодішній Волині, що стрімко розбудовувалась, необхідні були кадри для будівельної індустрії. З 1960 року училище стає будівельним № 9, яке з березня 1963 року носить назву Луцьке МПТУ № 18. З 1963 р. його очолює Деник Тит Федорович. 450 молодих будівельників навчається в його стінах.
Зростає територія училища. Вона поповнюється чотириповерховим гуртожитком для учнів (1961 р.), новими виробничими майстернями (1967 р.), спортивним залом (1969 р.). З 1968 року по 1980 рік училище очолює Осадчий Валерій Олександрович.
Розширення матеріальної бази дало змогу з 1 вересня 1969 року розпочати першим на Волині підготовку кваліфікованих робітників із середньою освітою. В 1970 році училище приймає назву МПТУ № 2, а з червня 1974 року МСПТУ № 2.
В 1978 році здано в експлуатацію два п'ятиповерхові учнівські гуртожитки. Став до ладу новий навчально-лабораторний корпус на 960 учнівських місць (1982 р.). Тодішній директор училища Наконечний Василь Миколайович і очолюваний ним колектив зробили вагомий внесок в зміцнення матеріальної бази. З вересня 1984 року навчальний заклад став називатись Луцьке середнє професійно-технічне училище № 2.
В 1985 році училище, яке очолював Джус Дмитро Андрійович, готувало будівельників на базі неповної середньої освіти з 10 професій, на базі середньої освіти — з 7 професій. Випускники училища працювали не тільки на будівельних майданчиках Волині, але і далеко за її межами.
Нові часи ставлять нові завдання перед колективом працівників училища. Їх успішно вирішує новий директор училища — Дзямулич Іван Васильович. Основні напрямки його праці — підвищення якості навчання, поліпшення добробуту учнів, поліпшення матеріальної бази. У 1989 році введено в дію новий адміністративно-побутовий корпус. До послуг учнів стали спортивний зал, затишна їдальня, нове приміщення бібліотеки з читальним залом.
З 1990 року колектив училища очолює нинішній директор Собуцький Ростислав Степанович — відмінник профтехосвіти. За передні роки очолюваний ним колектив стрімко модернізував систему навчання, пристосувавши її до потреб часу.
У 1990 році згідно з наказом Міністерства народної освіти УРСР від 16.07. 1990 р. за № 158 училище одним із перших в колишньому СРСР було реорганізовано у вище професійне училище № 2.
Навчальний заклад став піонером впровадження ступеневої підготовки спеціалістів не лише в системі ПТО, а і освіти в цілому.
У січні 2006 року за сприяння компанії «Хенкель-Баутехнік (Україна)» створено регіональний навчально-практичний будівельний центр.
З 1990 року в училищі відкрито відділення художніх ремесел. Учні навчаються за професіями: виробник художніх виробів з дерева, виконавець художньо-оформлювальних робіт, вітражист, живописець.
Всього за півстоліття училище закінчило 17 тисяч 518 учнів. В системі ВПУ за спеціальностями: організація і технологія будівельних робіт, образотворче та декоративно-прикладне мистецтво — 258 чоловік. Багато випускників навчаються у Львівській академії мистецтв та Луцькому державному технічному університеті.
Минуле десятиріччя повністю підтвердило правильність цих кроків, що знайшло відображення в усіх без винятку законодавчих актах системи освіти України.
На другому ступені випускники здобувають робітничі професії будівельного і художнього профілю, а найкращі учні продовжують навчання на III ступені і отримують диплом молодшого спеціаліста за напрямками підготовки будівництво та мистецтво із спеціальностей: «Будівництво та експлуатація будівель і споруд», «Технологія деревообробки», «Образотворче та декоративно-прикладне мистецтво».
За період з 1990 року по 2007 рік здійснено 13 випусків. Диплом «Молодшого спеціаліста» отримали 393 учнів, серед них дипломи з відзнакою — 32.
За цей період 246 випускників стали студентами ЛДТУ, де за скороченими програмами (термін навчання — 4 роки, які передбачає ступенева підготовка) здобувають кваліфікацію спеціаліста.
У 2006 році училище перейменовується у вище професійне училище будівництва та архітектури.
Училище активно співпрацює з державною службою зайнятості. Щороку близько 200 чоловік проходять перепідготовку в стінах училища за новими робітничими професіями. Так, за період з 1993 по 2007 роки на базі ПТНЗ 2300 чол. з числа тимчасово непрацюючих громадян здобули робітничі професії. За І семестр 2007 р. прийнято на навчання 156 чол., що в 1,3 рази більше відповідного періоду минулого року.

## Спеціальності
Відділення з підготовки молодших спеціалістів
Училище проводить ступеневу підготовку фахівців за двома освітньо-кваліфікаційними рівнями:
- молодший спеціаліст на базі повної загальної середньої освіти та професійно-технічної освіти;
- кваліфікований робітник на базі 9 та 11 класів.

Спеціальність «Будівництво та експлуатація будівель і споруд» (технік — будівельник) із здобуттям високого рівня кваліфікації по робітничих професіях:
- муляр, штукатур, маляр (євротехнології);
- лицювальник-плиточник;
- монтажник гіпсокартонних систем.

Основні сфери діяльності випускників молодших спеціалістів:
- продовження навчання за скороченими термінами (3 роки) для здобуття освітньо-кваліфікаційних рівнів «бакалавр», «магістр» у Луцькому національному технічному університеті;
- діяльність у будівельних організаціях і їх підрозділах різних галузей народного господарства, які здійснюють будівництво та експлуатацію житлових, цивільних, промислових будівель і споруд на посадах майстра і виконавця робіт;
- робота в проектних і конструкторських організаціях техніком-конструктором.

Спеціальність «Декоративно-прикладне мистецтво» (художник-виконавець) із здобуттям високого рівня кваліфікації по робітничих професіях: живописець, виробник художніх виробів з дерева, виробник художніх виробів з кераміки.
Основні сфери діяльності художника-оформлювача:
- комп'ютерне моделювання і дизайн будинків, приміщень, офісів, реклами, оголошень;
- широкі можливості для індивідуальної трудової діяльності;
- продовження навчання в інших навчальних закладах відповідного профілю.

В училищі отримаєте знання з теорії та історії мистецтва, рисунку, живопису, ліпки, основи композиції і втілите теоретичні знання у вироби з дерева, кераміки, оформлення дизайну інтер'єру приміщень.
Навчальні програми забезпечують високий рівень отримання професійних знань, а виробнича практика під час навчання — отримати потрібний досвід роботи.
Пройшовши ступеневу підготовку від робітника до спеціаліста Ви значно розширите свої можливості самореалізації, підвищите конкурентну спроможність на ринку праці.
Спеціальність «Обробка деревини» (технік-технолог) із здобуттям високого рівня кваліфікації по робітничих професіях: столяр; верстатник деревообробних верстатів;столяр (будівельний)
Основні сфери діяльності:
- продовження навчання за освітньо-кваліфікаційним рівнем бакалавр, спеціаліст за скороченими термінами навчання в Національному лісотехнічному університеті України;
- робота на деревообробних підприємствах меблевого, столярно-будівельного, тарного виробництв, дерев'яного домобудування, як керівника середньої ланки та виконавця робіт;
- проектування технологічних процесів деревообробки та конструювання виробів з деревини.

Використовувати сучасні технології будівництва, ремонту, реконструкції, дизайну, оформлення Вашого житла — все це можуть і вміють наші випускники.

## Співпраця
Навчальний заклад створено у 1951 році.
З 1992 року розпочато впровадження ступеневої підготовки фахівців. Укладені двосторонні угоди про співпрацю і продовження навчання випускників молодших спеціалістів за скороченими термінами для здобуття освітньо-кваліфікаційного рівня «бакалавр», «спеціаліст» з вищими навчальними закладами: 
- Луцьким національним технічним університетом;
- Національним лісотехнічним університетом України;
- Львівською національною академією мистецтва.

Найкращі випускники (50-60 %) за направленнями училища продовжують навчання у відповідних вищих навчальних закладах.
Розширюється співпраця з передовими будівельними фірмами. Створюються для вивчення передових будівельних технологій навчально-практичні центри від компаній "Хенкель Баутехнік (Україна) " та «Кнауф».
Луцьке вище професійне училище будівництва та архітектури проводить підготовку молодших спеціалістів за такими напрямами:
- Будівництво та архітектура;
- Мистецтво;
- Оброблювання деревини.

## Випускники
- Кратко Роман Зіновійович — старший солдат Збройних сил України, учасник російсько-української війни, загинув 2014-го під Зеленопіллям.